# 朝倉広景
朝倉 広景（あさくら ひろかげ）は、南北朝時代の武将。越前朝倉氏の初代当主。但馬国朝倉谷の出身である。

## 生涯
『平家物語』巻12に但馬に逃亡した平盛嗣の追捕を命じられた朝倉高清がいるが、この高清から数えて8代（『福井県史』では9代）の末裔が広景であるとされている。
建長6年（1254年）に但馬国朝倉谷に生まれる。
広景の時代に鎌倉幕府が滅亡すると、彼は足利尊氏の下に馳せ参じた。広景は斯波高経の母方の祖父・長井時秀の被官であったが、高経に従い越前に入る。藤島の戦いにおいて高経と共に新田義貞討伐で戦功を立てたため、その恩賞として黒丸城を与えられた。広景は黒丸に居住したことから黒丸右衛門入道と号し、康永元年（1342年）に安居（福井県福井市金屋町）に弘祥寺を建立し、北庄神明神社の社殿を再興したりしている。
以後朝倉氏は斯波氏の被官として越前に根を下ろした。広景は正平7年/観応3年（1352年）2月29日に98歳という当時としては驚異的な高齢で没した。
死後、家督は子の朝倉高景が継いだ。